# Leptocolpia oxygonia
Leptocolpia oxygonia là một loài bướm đêm trong họ Geometridae.